# Elecciones provinciales de San Luis de 2003
El 27 de abril de 2003 se realizaron elecciones para elegir Gobernador, vicegobernador, 5 senadores provinciales y 21 diputados provinciales.
El resultado estableció que el gobernador Alberto Rodríguez Saá fuera reelegido gobernador de la provincia con un 90% de los votos.

## Renovación Legislativa
| Departamento       | Cámara de Diputados | Cámara de Diputados | Cámara de Senadores | Cámara de Senadores |
| Departamento       | Diputados           | A renovar           | Senadores           | A renovar           |
| ------------------ | ------------------- | ------------------- | ------------------- | ------------------- |
| Ayacucho           | 4                   | 4                   | 1                   | —                   |
| Belgrano           | 3                   | —                   | 1                   | —                   |
| Chacabuco          | 4                   | 4                   | 1                   | 1                   |
| Coronel Pringles   | 3                   | —                   | 1                   | 1                   |
| General Pedernera  | 10                  | 10                  | 1                   | —                   |
| General San Martín | 3                   | 3                   | 1                   | —                   |
| Gobernador Dupuy   | 3                   | —                   | 1                   | 1                   |
| Junín              | 3                   | —                   | 1                   | 1                   |
| La Capital         | 10                  | —                   | 1                   | 1                   |
| Total              | 43                  | 21                  | 9                   | 5                   |

## Resultados

### Gobernador y vicegobernador
| Fórmula               | Fórmula               | Partido               | Partido                               | Votos   | %     |
| Gobernador            | Vicegobernador        | Partido               | Partido                               | Votos   | %     |
| --------------------- | --------------------- | --------------------- | ------------------------------------- | ------- | ----- |
| Alberto Rodríguez Saá | Blanca Pereyra        |                       | Frente Movimiento Popular             | 150.995 | 90,08 |
| Marcelo Shortrede     | Claudio Iborra        |                       | Movimiento por la Patria y la Familia | 9.285   | 5,54  |
| Oscar Adre            | María Eugenia Moyano  |                       | Partido de la Lealtad Sanluiseña      | 5.680   | 3,39  |
| Juan Larrea           | Leonardo Portillo     |                       | Izquierda Unida (MST - PCA)           | 1.666   | 0,99  |
| Votos positivos       | Votos positivos       | Votos positivos       | Votos positivos                       | 167.626 | 80,40 |
| Votos en blanco       | Votos en blanco       | Votos en blanco       | Votos en blanco                       | 40.178  | 19,27 |
| Votos nulos           | Votos nulos           | Votos nulos           | Votos nulos                           | 679     | 0,33  |
| Participación         | Participación         | Participación         | Participación                         | 208.483 | 80,08 |
| Electores registrados | Electores registrados | Electores registrados | Electores registrados                 | 260.318 | 100   |
| Fuente:               |                       |                       |                                       |         |       |

### Cámara de Diputados
| ← 2001 · Cámara de Diputados · 2005 → | ← 2001 · Cámara de Diputados · 2005 →         | ← 2001 · Cámara de Diputados · 2005 → | ← 2001 · Cámara de Diputados · 2005 → | ← 2001 · Cámara de Diputados · 2005 → |
| Partido                               | Partido                                       | Votos                                 | %                                     | Bancas                                |
| ------------------------------------- | --------------------------------------------- | ------------------------------------- | ------------------------------------- | ------------------------------------- |
|                                       | Frente Movimiento Popular                     | 31.543                                | 49,83                                 | 14/21                                 |
|                                       | Frente Juntos por San Luis                    | 8.787                                 | 13,88                                 | 2/21                                  |
|                                       | Frente Unidad Porvincial                      | 5.273                                 | 8,33                                  | 1/21                                  |
|                                       | Movimiento por la Dignidad y la Independencia | 4.193                                 | 6,62                                  | 1/21                                  |
|                                       | Partido de la Lealtad Sanluiseña              | 3.470                                 | 5,48                                  | 1/21                                  |
|                                       | Nueva Integración                             | 3.437                                 | 5,43                                  | 1/21                                  |
|                                       | Movimiento Patriótico de Liberación           | 2.144                                 | 3,39                                  |                                       |
|                                       | Frente Solidario                              | 1.958                                 | 3,09                                  |                                       |
|                                       | Acción por la República                       | 1.755                                 | 2,77                                  | 1/21                                  |
|                                       | Izquierda Unida (MST - PCA)                   | 638                                   | 1,01                                  |                                       |
|                                       | Partido Demócrata Cristiano                   | 105                                   | 0,17                                  |                                       |
| Votos positivos                       | Votos positivos                               | 63.303                                | 88,27                                 |                                       |
| Votos en blanco                       | Votos en blanco                               | 7.226                                 | 10,08                                 |                                       |
| Votos nulos                           | Votos nulos                                   | 1.189                                 | 1,66                                  |                                       |
| Participación                         | Participación                                 | 71.718                                | 66,47                                 |                                       |
| Electores registrados                 | Electores registrados                         | 107.899                               | 100                                   |                                       |
| Fuente:                               |                                               |                                       |                                       |                                       |

#### Resultados por departamentos
| Ayacucho 4 Diputados           | Ayacucho 4 Diputados                          | Ayacucho 4 Diputados | Ayacucho 4 Diputados | Ayacucho 4 Diputados | Ayacucho 4 Diputados                                                                                                  |
| Partido                        | Partido                                       | Votos                | %                    | Bancas               | Electos |
| ------------------------------ | --------------------------------------------- | -------------------- | -------------------- | -------------------- | --- |
|                                | Frente Movimiento Popular                     | 5.307                | 51,14                | 3/4                  | - Demetrio Augusto Alume - José Roberto Cabañez - Patricia Norma Gatica                                               |
|                                | Acción por la República                       | 1.755                | 16,91                | 1/4                  | - Héctor Adolfo Romero Alániz                                                                                         |
|                                | Partido de la Lealtad Sanluiseña              | 1.218                | 11,74                |                      | |
|                                | Movimiento Patriótico de Liberación           | 1.072                | 10,33                |                      | |
|                                | Frente Juntos por San Luis                    | 920                  | 8,87                 |                      | |
|                                | Partido Demócrata Cristiano                   | 105                  | 1,01                 |                      | |
| Votos positivos                | Votos positivos                               | 10.377               | 86,92                |                      | |
| Votos en blanco                | Votos en blanco                               | 1.561                | 13,08                |                      | |
| Votos nulos                    | Votos nulos                                   | 0                    | 0,00                 |                      | |
| Participación                  | Participación                                 | 11.938               | 89,46                |                      | |
| Electores registrados          | Electores registrados                         | 13.345               | 100                  |                      | |
| Chacabuco 4 Diputados          |                                               |                      |                      |                      | |
| Partido                        | Partido                                       | Votos                | %                    | Bancas               | Electos |
|                                | Frente Movimiento Popular                     | 4.449                | 58,59                | 3/4                  | - María Elena D'Andrea - Jorge Osvaldo Pinto - Nilo Miguel Vilchez                                                    |
|                                | Partido de la Lealtad Sanluiseña              | 1.218                | 16,04                | 1/4                  | - Sésar Rolando Ochoa                                                                                                 |
|                                | Movimiento Patriótico de Liberación           | 1.072                | 14,12                |                      | |
|                                | Frente Juntos por San Luis                    | 855                  | 11,26                |                      | |
| Votos positivos                | Votos positivos                               | 7.594                | 75,52                |                      | |
| Votos en blanco                | Votos en blanco                               | 2.429                | 24,15                |                      | |
| Votos nulos                    | Votos nulos                                   | 33                   | 0,33                 |                      | |
| Participación                  | Participación                                 | 10.056               | 74,92                |                      | |
| Electores registrados          | Electores registrados                         | 13.422               | 100                  |                      | |
| General Pedernera 10 Diputados |                                               |                      |                      |                      | |
| Partido                        | Partido                                       | Votos                | %                    | Bancas               | Electos |
|                                | Frente Movimiento Popular                     | 19.816               | 46,52                | 5/10                 | - María Adriana Bazzano - Luis Enrique Cabrera - Alberto Víctor Estrada - Nora Susana Estrada - Manuel Orlando Grillo |
|                                | Frente Juntos por San Luis                    | 6.806                | 15,98                | 2/10                 | - Jorge Osvaldo Címoli - Jorge Daniel Olagaray                                                                        |
|                                | Frente Unidad Provincial                      | 5.273                | 12,38                | 1/10                 | - Haroldo Bridger |
|                                | Movimiento por la Dignidad y la Independencia | 4.193                | 9,84                 | 1/10                 | - Manuel Alberto Magallanes                                                                                           |
|                                | Nueva Integración                             | 3.437                | 8,07                 | 1/10                 | - Fernando Adrián Zeballos                                                                                            |
|                                | Frente Solidario                              | 1.958                | 4,60                 |                      | |
|                                | Izquierda Unida (MST - PCA)                   | 638                  | 1,50                 |                      | |
|                                | Partido de la Lealtad Sanluiseña              | 472                  | 1,11                 |                      | |
| Votos positivos                | Votos positivos                               | 42.593               | 91,02                |                      | |
| Votos en blanco                | Votos en blanco                               | 3.046                | 6,51                 |                      | |
| Votos nulos                    | Votos nulos                                   | 1.156                | 2,47                 |                      | |
| Participación                  | Participación                                 | 46.795               | 61,07                |                      | |
| Electores registrados          | Electores registrados                         | 76.620               | 100                  |                      | |
| General San Martín 3 Diputados |                                               |                      |                      |                      | |
| Partido                        | Partido                                       | Votos                | %                    | Bancas               | Electos |
|                                | Frente Movimiento Popular                     | 1.971                | 71,96                | 3/3                  | - Teresa Lobos Sarmiento - Carmelo Eduardo Mirábile - Luis Omar Palacios                                              |
|                                | Partido de la Lealtad Sanluiseña              | 562                  | 20,52                |                      | |
|                                | Frente Juntos por San Luis                    | 206                  | 7,52                 |                      | |
| Votos positivos                | Votos positivos                               | 2.739                | 93,51                |                      | |
| Votos en blanco                | Votos en blanco                               | 190                  | 6,49                 |                      | |
| Votos nulos                    | Votos nulos                                   | 0                    | 0,00                 |                      | |
| Participación                  | Participación                                 | 2.929                | 64,92                |                      | |
| Electores registrados          | Electores registrados                         | 4.512                | 100                  |                      | |

### Cámara de Senadores
| ← 2001 · Cámara de Senadores · 2005 → | ← 2001 · Cámara de Senadores · 2005 → | ← 2001 · Cámara de Senadores · 2005 → | ← 2001 · Cámara de Senadores · 2005 → | ← 2001 · Cámara de Senadores · 2005 → |
| Partido                               | Partido                               | Votos                                 | %                                     | Bancas                                |
| ------------------------------------- | ------------------------------------- | ------------------------------------- | ------------------------------------- | ------------------------------------- |
|                                       | Frente Movimiento Popular             | 53.431                                | 58,96                                 | 5/5                                   |
|                                       | Frente Juntos por San Luis            | 12.413                                | 13,70                                 |                                       |
|                                       | Nuestro Compromiso                    | 11.798                                | 13,02                                 |                                       |
|                                       | Alianza Fuerza Sanluiseña             | 3.076                                 | 3,39                                  |                                       |
|                                       | Partido Socialista Popular            | 2.894                                 | 3,19                                  |                                       |
|                                       | Movimiento Patriótico de Liberación   | 2.114                                 | 2,33                                  |                                       |
|                                       | Acción Solidaria                      | 1.990                                 | 2,20                                  |                                       |
|                                       | Partido de la Lealtad Sanluiseña      | 1.566                                 | 1,73                                  |                                       |
|                                       | Izquierda Unida (MST - PCA)           | 1.344                                 | 1,48                                  |                                       |
| Votos positivos                       | Votos positivos                       | 90.626                                | 85,23                                 |                                       |
| Votos en blanco                       | Votos en blanco                       | 15.018                                | 14,12                                 |                                       |
| Votos nulos                           | Votos nulos                           | 686                                   | 0,65                                  |                                       |
| Participación                         | Participación                         | 106.330                               | 64,50                                 |                                       |
| Electores registrados                 | Electores registrados                 | 164.863                               | 100                                   |                                       |
| Fuente:                               |                                       |                                       |                                       |                                       |

#### Resultados por departamentos
| Chacabuco 1 Senador        | Chacabuco 1 Senador                 | Chacabuco 1 Senador | Chacabuco 1 Senador | Chacabuco 1 Senador       |
| Partido                    | Partido                             | Votos               | %                   | Electo                    |
| -------------------------- | ----------------------------------- | ------------------- | ------------------- | ------------------------- |
|                            | Frente Movimiento Popular           | 4.778               | 70,83               | - Pablo Alfredo Bronzi    |
|                            | Partido de la Lealtad Sanluiseña    | 1.033               | 15,31               |                           |
|                            | Frente Juntos por San Luis          | 935                 | 13,86               |                           |
| Votos positivos            | Votos positivos                     | 6.746               | 67,03               |                           |
| Votos en blanco            | Votos en blanco                     | 3.280               | 32,59               |                           |
| Votos nulos                | Votos nulos                         | 38                  | 0,38                |                           |
| Participación              | Participación                       | 10.064              | 74,98               |                           |
| Electores registrados      | Electores registrados               | 13.422              | 100                 |                           |
| Coronel Pringles 1 Senador |                                     |                     |                     |                           |
| Partido                    | Partido                             | Votos               | %                   | Electo                    |
|                            | Frente Movimiento Popular           | 2.281               | 41,51               | - Víctor Hugo Menéndez    |
|                            | Movimiento Patriótico de Liberación | 2.114               | 38,47               |                           |
|                            | Frente Juntos por San Luis          | 1.100               | 20,02               |                           |
| Votos positivos            | Votos positivos                     | 5.495               | 80,88               |                           |
| Votos en blanco            | Votos en blanco                     | 1.299               | 19,12               |                           |
| Votos nulos                | Votos nulos                         | 0                   | 0,00                |                           |
| Participación              | Participación                       | 6.794               | 71,81               |                           |
| Electores registrados      | Electores registrados               | 9.461               | 100                 |                           |
| Gobernador Dupuy 1 Senador |                                     |                     |                     |                           |
| Partido                    | Partido                             | Votos               | %                   | Electo                    |
|                            | Frente Movimiento Popular           | 3.449               | 77,47               | - Viviana Beatriz Moreira |
|                            | Frente Juntos por San Luis          | 1.003               | 22,53               |                           |
| Votos positivos            | Votos positivos                     | 4.452               | 83,04               |                           |
| Votos en blanco            | Votos en blanco                     | 909                 | 16,96               |                           |
| Votos nulos                | Votos nulos                         | 0                   | 0,00                |                           |
| Participación              | Participación                       | 5.361               | 68,53               |                           |
| Electores registrados      | Electores registrados               | 7.823               | 100                 |                           |
| Junín 1 Senador            |                                     |                     |                     |                           |
| Partido                    | Partido                             | Votos               | %                   | Electo                    |
|                            | Frente Movimiento Popular           | 4.695               | 52,31               | - Guillermo Daniel Alániz |
|                            | Frente Juntos por San Luis          | 4.281               | 47,69               |                           |
| Votos positivos            | Votos positivos                     | 8.976               | 95,55               |                           |
| Votos en blanco            | Votos en blanco                     | 321                 | 3,45                |                           |
| Votos nulos                | Votos nulos                         | 0                   | 0,00                |                           |
| Participación              | Participación                       | 9.297               | 60,34               |                           |
| Electores registrados      | Electores registrados               | 15.408              | 100                 |                           |
| La Capital 1 Senador       |                                     |                     |                     |                           |
| Partido                    | Partido                             | Votos               | %                   | Electo                    |
|                            | Frente Movimiento Popular           | 38.228              | 58,85               | - María Antonia Salino    |
|                            | Nuestro Compromiso                  | 11.798              | 18,16               |                           |
|                            | Frente Juntos por San Luis          | 5.094               | 7,84                |                           |
|                            | Alianza Fuerza Sanluiseña           | 3.076               | 4,74                |                           |
|                            | Partido Socialista Popular          | 2.894               | 4,46                |                           |
|                            | Acción Solidaria                    | 1.990               | 3,06                |                           |
|                            | Izquierda Unida (MST - PCA)         | 1.344               | 2,07                |                           |
|                            | Partido de la Lealtad Sanluiseña    | 533                 | 0,82                |                           |
| Votos positivos            | Votos positivos                     | 64.957              | 86,82               |                           |
| Votos en blanco            | Votos en blanco                     | 9.209               | 12,31               |                           |
| Votos nulos                | Votos nulos                         | 648                 | 0,87                |                           |
| Participación              | Participación                       | 74.814              | 63,00               |                           |
| Electores registrados      | Electores registrados               | 118.749             | 100                 |                           |